# Rune Hansen
Rune Hansen (8 ottobre 1949) è un allenatore di calcio ed ex calciatore norvegese, di ruolo difensore.

## Carriera

### Giocatore

#### Club
Hansen vestì le maglie di Vålerengen, Lillestrøm, nuovamente Vålerengen, Bækkelaget, Manglerud Star e Mercantile.

#### Nazionale
Conta una presenza per la Norvegia. Il 1º giugno 1977, infatti, fu in campo nella sconfitta per 0-2 contro la Danimarca.

### Allenatore
Hansen fu allenatore-giocatore di Bækkelaget, Manglerud Star e Mercantile.

## Palmarès

### Giocatore

#### Club

##### Competizioni nazionali
- Campionato norvegese: 2

Lillestrøm: 1976, 1977
- Coppa di Norvegia: 1

Lillestrøm: 1977